# Тюркские языки
Тю́ркские языки́ — семья языков, широко распространённых в Азии и Восточной Европе. Область распространения тюркских языков простирается от бассейна реки Колыма на северо-востоке до восточного побережья Средиземного моря на юго-западе. Общее число говорящих — около 200 млн человек.

## Классификация

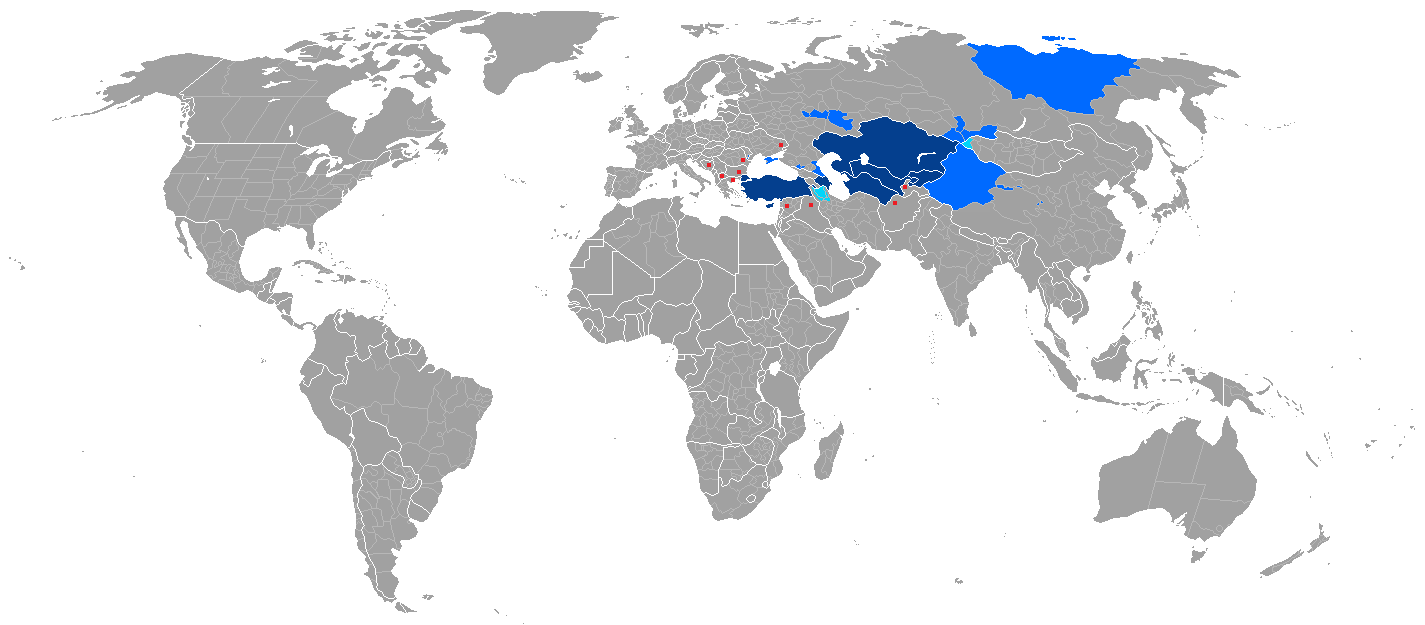
Страны и автономии, в которых тюркские языки имеют статус официальных языковТюркские языки по количеству говорящих в мире

Классификация тюркских языков — нерешённый вопрос компаративистики. Существует значительное количество их возможных классификаций, построенных на различном соотношении классификационных признаков, таких как фонетические, грамматические и лексические особенности, географический и исторический критерии:
- Классификация Г. Х. Ахатова
- Классификации А. В. Дыбо и О. А. Мудрака
- Классификация М. Т. Дьячка
- Классификация Махмуда аль-Кашгари
- Новейшие классификации

Обследование двух наборов стословников и установление относительной хронологии генеалогических древ тюркских языков на основе лексико-статистических данных, проведённое А. В. Дыбо, показали, что начало распада пратюркского языка связано с отделением чувашского от других языков, обычно определяемым как отделение булгарской (огурской) группы. На обоих генеалогических древах соответствующий первый узел датируется около 30−1 гг. до н. э. А. В. Дыбо связывает эту дату с миграцией части хунну из Западной Монголии на запад, через северный Синьцзян в Южный Казахстан, на Сырдарью в 56 г. до н. э.
Довольно сильное отличие чувашского языка (и в меньшей степени халаджского) от других тюркских языков отмечает итальянский историк и филолог Игорь де Рахевильц.
Собственно тюркские, учитывая по возможности все известные в настоящее время идиомы, можно разделить на:
- языки рунических надписей;
- горно-алтайские (центрально-восточные) языки;
- карлукские языки — карлукско-уйгурские и карлукско-хорезмийские;
- кыпчакские языки;
- огузские языки;
- саянские (тобаские) языки;
- хакасские (кыргызские) языки;
- якутские языки;
- булгарские языки.

Не все из таксонов, однако, равноценны: центрально-восточные языки имеют значительное сходство одновременно с кыпчакскими и хакасскими, что препятствует однозначному отнесению их соответственно к первой или ко второй группе, хакасские со своей стороны также очень схожи с кыпчакскими; правомерность объединения карлукско-уйгурских и карлукско-хорезмийских (терминология Баскакова) не общепризнанна.

## История изучения
Неизвестный арабский автор XIV века собрал словарь на 3000 единиц с грамматическим очерком, «Ат-Тухфа аз-закия фи-л-лугат ат-туркия». Материалы книги включают сведения о кыпчакских языках, а также о туркменском, татарском и карлукском.

## Классификационная схема тюркской языковой семьи
| Прототюркский язык | Булгарские (огурские)              | аварский † (дунайский) (?)             | аварский † (дунайский) (?)                              | аварский † (дунайский) (?)                                                                           | аварский † (дунайский) (?)                                                                           |                                 |                     |
| Прототюркский язык | Булгарские (огурские)              | булгарский †                           | волжский †                                              | чувашский: верховой диалект, средненизовой диалект, низовой диалект                                  | чувашский: верховой диалект, средненизовой диалект, низовой диалект                                  |                                 |                     |
| Прототюркский язык | Булгарские (огурские)              | булгарский †                           | дунайский †                                             | | |                                 |                     |
| Прототюркский язык | Булгарские (огурские)              | булгарский †                           | кубанский †                                             | | |                                 |                     |
| Прототюркский язык | Булгарские (огурские)              | гуннский † (?)                         |                                                         | | |                                 |                     |
| Прототюркский язык | Булгарские (огурские)              | хазарский †                            |                                                         | | |                                 |                     |
| Прототюркский язык | Собственно тюркские (общетюркские) | древнетюркские †                       | древнекыргызский (енисейско-кыргызский) †               | древнекыргызский (енисейско-кыргызский) †                                                            | древнекыргызский (енисейско-кыргызский) †                                                            |                                 |                     |
| Прототюркский язык | Собственно тюркские (общетюркские) | древнетюркские †                       | орхоно-енисейский (старотюркский) †                     | | |                                 |                     |
| Прототюркский язык | Собственно тюркские (общетюркские) | древнетюркские †                       | уйгурский рунический (орхоно-уйгурский) †               | | |                                 |                     |
| Прототюркский язык | Собственно тюркские (общетюркские) | горно-алтайские (центрально-восточные) | киргизско-кыпчакские (кыпчакские?)                      | киргизский: северокиргизский, ферганско-кыпчакский (†), южнокиргизский                               | киргизский: северокиргизский, ферганско-кыпчакский (†), южнокиргизский                               |                                 |                     |
| Прототюркский язык | Собственно тюркские (общетюркские) | горно-алтайские (центрально-восточные) | киргизско-кыпчакские (кыпчакские?)                      | барабинский и томский диалекты сибирско-татарского                                                   | |                                 |                     |
| Прототюркский язык | Собственно тюркские (общетюркские) | горно-алтайские (центрально-восточные) | киргизско-кыпчакские (кыпчакские?)                      | южноалтайский, в том числе теленгитский                                                              | |                                 |                     |
| Прототюркский язык | Собственно тюркские (общетюркские) | горно-алтайские (центрально-восточные) | киргизско-кыпчакские (кыпчакские?)                      | телеутский                                                                                           | |                                 |                     |
| Прототюркский язык | Собственно тюркские (общетюркские) | горно-алтайские (центрально-восточные) | северноалтайские                                        | кондомский диалект шорского †                                                                        | кондомский диалект шорского †                                                                        |                                 |                     |
| Прототюркский язык | Собственно тюркские (общетюркские) | горно-алтайские (центрально-восточные) | северноалтайские                                        | нижнечулымский диалект чулымского †                                                                  | |                                 |                     |
| Прототюркский язык | Собственно тюркские (общетюркские) | горно-алтайские (центрально-восточные) | северноалтайские                                        | северноалтайский: тубаларский, челканский                                                            | |                                 |                     |
| Прототюркский язык | Собственно тюркские (общетюркские) | горно-алтайские (центрально-восточные) | северноалтайские                                        | кумандинский                                                                                         | |                                 |                     |
| Прототюркский язык | Собственно тюркские (общетюркские) | карлукские                             | карлукско-уйгурские                                     | древнеуйгурский †                                                                                    | древнеуйгурский †                                                                                    |                                 |                     |
| Прототюркский язык | Собственно тюркские (общетюркские) | карлукские                             | карлукско-уйгурские                                     | караханидский †                                                                                      | |                                 |                     |
| Прототюркский язык | Собственно тюркские (общетюркские) | карлукские                             | карлукско-уйгурские                                     | халаджский (аргу́)                                                                                    | |                                 |                     |
| Прототюркский язык | Собственно тюркские (общетюркские) | карлукские                             | карлукско-хорезмийские                                  | литературные старописьменные: хорезмско-тюркский †, чагатайский †, тюрки́ †, в том числе поволжский † | литературные старописьменные: хорезмско-тюркский †, чагатайский †, тюрки́ †, в том числе поволжский † |                                 |                     |
| Прототюркский язык | Собственно тюркские (общетюркские) | карлукские                             | карлукско-хорезмийские                                  | узбекский (карлукские диалекты)                                                                      | |                                 |                     |
| Прототюркский язык | Собственно тюркские (общетюркские) | карлукские                             | карлукско-хорезмийские                                  | или-тюркский                                                                                         | |                                 |                     |
| Прототюркский язык | Собственно тюркские (общетюркские) | карлукские                             | карлукско-хорезмийские                                  | уйгурский (новоуйгурский), в том числе хотанский                                                     | |                                 |                     |
| Прототюркский язык | Собственно тюркские (общетюркские) | карлукские                             | карлукско-хорезмийские                                  | уйгурские диалекты, сближающиеся с киргизским                                                        | лобнорский                                                                                           | лобнорский                      |                     |
| Прототюркский язык | Собственно тюркские (общетюркские) | карлукские                             | карлукско-хорезмийские                                  | уйгурские диалекты, сближающиеся с киргизским                                                        | хотонский (†)                                                                                        |                                 |                     |
| Прототюркский язык | Собственно тюркские (общетюркские) | карлукские                             | карлукско-хорезмийские                                  | южнокиргизский (частично)                                                                            | |                                 |                     |
| Прототюркский язык | Собственно тюркские (общетюркские) | кыпчакские                             | древнекыпчакский †                                      | древнекыпчакский †                                                                                   | древнекыпчакский †                                                                                   |                                 |                     |
| Прототюркский язык | Собственно тюркские (общетюркские) | кыпчакские                             | кыпчакско-ногайские                                     | алабугатско-татарский                                                                                | алабугатско-татарский                                                                                |                                 |                     |
| Прототюркский язык | Собственно тюркские (общетюркские) | кыпчакские                             | кыпчакско-ногайские                                     | карагашский                                                                                          | |                                 |                     |
| Прототюркский язык | Собственно тюркские (общетюркские) | кыпчакские                             | кыпчакско-ногайские                                     | казахский                                                                                            | |                                 |                     |
| Прототюркский язык | Собственно тюркские (общетюркские) | кыпчакские                             | кыпчакско-ногайские                                     | каракалпакский                                                                                       | |                                 |                     |
| Прототюркский язык | Собственно тюркские (общетюркские) | кыпчакские                             | кыпчакско-ногайские                                     | ногайский                                                                                            | |                                 |                     |
| Прототюркский язык | Собственно тюркские (общетюркские) | кыпчакские                             | кыпчакско-ногайские                                     | степной диалект крымскотатарского                                                                    | |                                 |                     |
| Прототюркский язык | Собственно тюркские (общетюркские) | кыпчакские                             | кыпчакско-ногайские                                     | узбекско-ногайский (кыпчакские диалекты узбекского)                                                  | |                                 |                     |
| Прототюркский язык | Собственно тюркские (общетюркские) | кыпчакские                             | кыпчакско-ногайские                                     | ферганско-кыпчакский (частично) (каракалпакский?)                                                    | |                                 |                     |
| Прототюркский язык | Собственно тюркские (общетюркские) | кыпчакские                             | кыпчакско-ногайские                                     | южнокиргизский (частично)                                                                            | |                                 |                     |
| Прототюркский язык | Собственно тюркские (общетюркские) | кыпчакские                             | кыпчакско-ногайские                                     | юртовско-татарский                                                                                   | |                                 |                     |
| Прототюркский язык | Собственно тюркские (общетюркские) | кыпчакские                             | поволжско-кыпчакские                                    | старотатарский †                                                                                     | старотатарский †                                                                                     |                                 |                     |
| Прототюркский язык | Собственно тюркские (общетюркские) | кыпчакские                             | поволжско-кыпчакские                                    | башкирский                                                                                           | восточный (горный, куваканский)                                                                      | восточный (горный, куваканский) |                     |
| Прототюркский язык | Собственно тюркские (общетюркские) | кыпчакские                             | поволжско-кыпчакские                                    | башкирский                                                                                           | южный (луговой, юрматинский)                                                                         |                                 |                     |
| Прототюркский язык | Собственно тюркские (общетюркские) | кыпчакские                             | поволжско-кыпчакские                                    | башкирский                                                                                           | западный (северо-западный) (переходный башкирско-татарский идиом)                                    |                                 |                     |
| Прототюркский язык | Собственно тюркские (общетюркские) | кыпчакские                             | поволжско-кыпчакские                                    | татарский                                                                                            | мишарский (западный)                                                                                 | мишарский (западный)            |                     |
| Прототюркский язык | Собственно тюркские (общетюркские) | кыпчакские                             | поволжско-кыпчакские                                    | татарский                                                                                            | казанский (средний)                                                                                  |                                 |                     |
| Прототюркский язык | Собственно тюркские (общетюркские) | кыпчакские                             | поволжско-кыпчакские                                    | татарский                                                                                            | сибирский (восточный) диалект или язык?                                                              |                                 |                     |
| Прототюркский язык | Собственно тюркские (общетюркские) | кыпчакские                             | половецко-кыпчакские                                    | половецкий (куманский) †                                                                             | половецкий (куманский) †                                                                             |                                 |                     |
| Прототюркский язык | Собственно тюркские (общетюркские) | кыпчакские                             | половецко-кыпчакские                                    | караимский                                                                                           | галичский, тракайский                                                                                | галичский, тракайский           |                     |
| Прототюркский язык | Собственно тюркские (общетюркские) | кыпчакские                             | половецко-кыпчакские                                    | караимский                                                                                           | крымский (в современном состоянии — крымскотатарский)                                                |                                 |                     |
| Прототюркский язык | Собственно тюркские (общетюркские) | кыпчакские                             | половецко-кыпчакские                                    | крымскотатарский                                                                                     | крымчакский                                                                                          | крымчакский                     | крымчакский         |
| Прототюркский язык | Собственно тюркские (общетюркские) | кыпчакские                             | половецко-кыпчакские                                    | крымскотатарский                                                                                     | средний диалект крымскотатарского и основанный на нём литературный крымскотатарский                  |                                 |                     |

Диалектологическая карта № 3 — из Диалектологического атласа татарского языка (Г. Х. Ахатов, 1965)

| Прототюркский язык | Собственно тюркские (общетюркские) | кыпчакские                             | половецко-кыпчакские                                    | крымскотатарский                                                                                     | урумский (кыпчакские говоры)                                                                         |                                 |                     |
| Прототюркский язык | Собственно тюркские (общетюркские) | кыпчакские                             | половецко-кыпчакские                                    | кавказские                                                                                           | армяно-кыпчакский †                                                                                  | армяно-кыпчакский †             | армяно-кыпчакский † |
| Прототюркский язык | Собственно тюркские (общетюркские) | кыпчакские                             | половецко-кыпчакские                                    | кавказские                                                                                           | карачаево-балкарский                                                                                 |                                 |                     |
| Прототюркский язык | Собственно тюркские (общетюркские) | кыпчакские                             | половецко-кыпчакские                                    | кавказские                                                                                           | кумыкский                                                                                            |                                 |                     |
| Прототюркский язык | Собственно тюркские (общетюркские) | кыпчакские                             | половецко-кыпчакские                                    | кавказские                                                                                           | мамлюкско-кыпчакский †                                                                               |                                 |                     |
| Прототюркский язык | Собственно тюркские (общетюркские) | огузские                               | древнеогузский †                                        | древнеогузский †                                                                                     | древнеогузский †                                                                                     |                                 |                     |
| Прототюркский язык | Собственно тюркские (общетюркские) | огузские                               | печенежский †                                           | | |                                 |                     |
| Прототюркский язык | Собственно тюркские (общетюркские) | огузские                               | саларский                                               | | |                                 |                     |
| Прототюркский язык | Собственно тюркские (общетюркские) | огузские                               | северноузбекский                                        | | |                                 |                     |
| Прототюркский язык | Собственно тюркские (общетюркские) | огузские                               | собственно огузские                                     | азербайджанский                                                                                      | диалекты азербайджанского языка                                                                      |                                 |                     |
| Прототюркский язык | Собственно тюркские (общетюркские) | огузские                               | собственно огузские                                     | айналлу, афшарский, кашкайский, салчукский                                                           | |                                 |                     |
| Прототюркский язык | Собственно тюркские (общетюркские) | огузские                               | собственно огузские                                     | балкано-гагаузский                                                                                   | |                                 |                     |
| Прототюркский язык | Собственно тюркские (общетюркские) | огузские                               | собственно огузские                                     | гагаузский                                                                                           | |                                 |                     |
| Прототюркский язык | Собственно тюркские (общетюркские) | огузские                               | собственно огузские                                     | сирийско-туркменский                                                                                 | |                                 |                     |
| Прототюркский язык | Собственно тюркские (общетюркские) | огузские                               | собственно огузские                                     | сонкорско-тюркский                                                                                   | |                                 |                     |
| Прототюркский язык | Собственно тюркские (общетюркские) | огузские                               | собственно огузские                                     | турецкий, в том числе кипрский, османский (сельджукский, староанатолийский) † (если это не тюрки)    | |                                 |                     |
| Прототюркский язык | Собственно тюркские (общетюркские) | огузские                               | собственно огузские                                     | туркменский, в том числе трухменский                                                                 | |                                 |                     |
| Прототюркский язык | Собственно тюркские (общетюркские) | огузские                               | собственно огузские                                     | урумский (огузские говоры)                                                                           | |                                 |                     |
| Прототюркский язык | Собственно тюркские (общетюркские) | огузские                               | собственно огузские                                     | хорасанско-тюркский (диалект узбекского языка), в том числе боджнурди                                | |                                 |                     |
| Прототюркский язык | Собственно тюркские (общетюркские) | огузские                               | собственно огузские                                     | хорезмский (огузские диалекты узбекского)                                                            | |                                 |                     |
| Прототюркский язык | Собственно тюркские (общетюркские) | огузские                               | собственно огузские                                     | цалкский                                                                                             | |                                 |                     |
| Прототюркский язык | Собственно тюркские (общетюркские) | огузские                               | собственно огузские                                     | южнобережный диалект крымскотатарского                                                               | |                                 |                     |
| Прототюркский язык | Собственно тюркские (общетюркские) | саянские (тобаские)                    | степные                                                 | кёк-мончакский (дыва)                                                                                | кёк-мончакский (дыва)                                                                                |                                 |                     |
| Прототюркский язык | Собственно тюркские (общетюркские) | саянские (тобаские)                    | степные                                                 | тувинский                                                                                            | |                                 |                     |
| Прототюркский язык | Собственно тюркские (общетюркские) | саянские (тобаские)                    | степные                                                 | цэнгэльский                                                                                          | |                                 |                     |
| Прототюркский язык | Собственно тюркские (общетюркские) | саянские (тобаские)                    | таёжные                                                 | восточнотувинский, в том числе тоджинский                                                            | восточнотувинский, в том числе тоджинский                                                            |                                 |                     |
| Прототюркский язык | Собственно тюркские (общетюркские) | саянские (тобаские)                    | таёжные                                                 | сойотско-цатанский (уйгуро-урянхайский)                                                              | |                                 |                     |
| Прототюркский язык | Собственно тюркские (общетюркские) | саянские (тобаские)                    | таёжные                                                 | тофаларский                                                                                          | |                                 |                     |
| Прототюркский язык | Собственно тюркские (общетюркские) | хакасские (кыргызские)                 | сарыг-югурский (хара-йогурский)                         | сарыг-югурский (хара-йогурский)                                                                      | сарыг-югурский (хара-йогурский)                                                                      |                                 |                     |
| Прототюркский язык | Собственно тюркские (общетюркские) | хакасские (кыргызские)                 | айнийский (эйну)                                        | | |                                 |                     |
| Прототюркский язык | Собственно тюркские (общетюркские) | хакасские (кыргызские)                 | фуюйско-кыргызский                                      | | |                                 |                     |
| Прототюркский язык | Собственно тюркские (общетюркские) | хакасские (кыргызские)                 | хакасско-алтайские                                      | мрасский диалект шорского                                                                            | мрасский диалект шорского                                                                            |                                 |                     |
| Прототюркский язык | Собственно тюркские (общетюркские) | хакасские (кыргызские)                 | хакасско-алтайские                                      | среднечулымский диалект чулымского                                                                   | |                                 |                     |
| Прототюркский язык | Собственно тюркские (общетюркские) | хакасские (кыргызские)                 | хакасско-алтайские                                      | хакасский                                                                                            | |                                 |                     |
| Прототюркский язык | Собственно тюркские (общетюркские) | якутские                               | акающие                                                 | акающие                                                                                              | акающие                                                                                              |                                 |                     |
| Прототюркский язык | Собственно тюркские (общетюркские) | якутские                               | окающие, в том числе долганский и литературный якутский | | |                                 |                     |

## Внешнее родство
Сторонниками гипотез дальнего родства тюркские языки включаются в состав алтайской семьи. Включение в алтайскую семью не признаётся большинством специалистов и является предметом научных споров.

## Лингвистическая характеристика
Типологически тюркские языки относятся к агглютинативным языкам; грамматический род у них отсутствует. В фонетике им свойственен сингармонизм, которому подвергаются в том числе присоединяемые к словам суффиксы.

## Письменность
В VIII—X веках в Центральной Азии для записей на тюркских языках применялось древнетюркское письмо (орхоно-енисейская руническая письменность).
На письме современные тюркские языки используют в основном латиницу, кириллицу и арабский алфавит.
Письменность на основе латинского алфавита используется в турецком языке в Турции, азербайджанском языке в Азербайджане, узбекском языке в Узбекистане, туркменском языке в Туркменистане, каракалпакском языке в Каракалпакстане, гагаузском языке в Гагаузии, а также планируется для использования в казахском языке в Казахстане. Письменность на основе кириллического алфавита используется в кыргызском языке в Кыргызстане и в тюркских языках народов России. Арабская графика используется в уйгурском языке и других тюркских языках народов КНР, в основном, проживающих в Синьцзян-Уйгурском автономном районе, а также тюркскими народами, живущими в мусульманских странах — Афганистан, Иран, Ирак, Сирия.

## Книгопечатание
В библиотеках и архивных собраниях Европы хранится значительное количество армяно-кыпчакских письменных памятников церковно-религиозного содержания. Известно пятнадцать рукописных псалтирей и молитвенников и четыре сборника проповедей. Один из молитвенников напечатан во Львове в 1618 году. Его единственный сохранившийся экземпляр находится в библиотеке Лейденского университета. Это, однако, письменное наследие армян, подвергавшихся языковой ассимиляции.
По данным сегодняшней науки, первое тюрко-татарское печатное издание увидело свет в 1612 году в Лейпциге — это издание Иеронима Мегизера «Основные правила тюркского языка в четырех книгах» на латинском языке.